# Hrœrekr Haraldsson
Hrœrekr Haraldsson (in norvegese: Rørek Haraldsson; 880 circa) fu principe di Norvegia.

## Biografia
Hrœrekr Haraldsson fu il secondogenito e il primo figlio maschio di re Harald I Bellachioma e Gyða, figlia di Eiríkr, re di Hordaland.
Secondo l'Heimskringla nacque probabilmente attorno all'880 in un luogo non specificato.
Attorno al 900, quando re Harald aveva ormai all'incirca cinquant'anni, per cercare di placare le continue liti intestine tra i suoi figli e gli jarl, decise di accontentarli conferendo a molti di loro il titolo di re e divise il regno in vari potentati minori le cui rendite sarebbero spettate per metà a lui e per metà al sovrano locale, inoltre ai figli sarebbe stato concesso di sedere sotto il suo seggio ma sopra quello degli jarl. Hrœrekr non fu mai nominato re ma Harald gli assegnò grandi possedimenti nell'Hordaland e gli permise di vivere nella sua casa insieme al fratellastro Guðrøðr. Non si conoscono altri dettagli sulla sua vita.